# Raphael Guzzo
Raphael Gregorio Guzzo (São Paulo, Brasil, 6 de enero de 1995) es un futbolista portugués. Juega de centrocampista y su equipo es el C. S. Marítimo de la Segunda División de Portugal.

## Trayectoria
Se formó en el S. L. Benfica y fue internacional en las categorías inferiores de Portugal. Fue cedido durante dos temporadas, una al G. D. Chaves y otra al C. D. Tondela.
El 31 de agosto de 2016 firmó por el C. F. Reus Deportiu.
El 20 de agosto de 2018 el F. C. Famalicão logró su cesión hasta final de temporada. Casi un año después, el 2 de agosto de 2019, se hizo oficial su regreso al G. D. Chaves. En esta segunda etapa en el club estuvo hasta el 1 de febrero de 2021, momento en el que se marchó al F. C. Vizela.

## Clubes
| Club                     | País       | Año       |
| ------------------------ | ---------- | --------- |
| S. L. Benfica "B"        | Portugal   | 2013-2016 |
| G. D. Chaves (cedido)    | Portugal   | 2014-2015 |
| C. D. Tondela (cedido)   | Portugal   | 2015-2016 |
| C. F. Reus Deportiu      | España     | 2016-2019 |
| F. C. Famalicão (cedido) | Portugal   | 2018-2019 |
| G. D. Chaves             | Portugal   | 2019-2021 |
| F. C. Vizela             | Portugal   | 2021-2023 |
| Goiás E. C.              | Brasil     | 2023      |
| G. D. Chaves             | Portugal   | 2024      |
| Neftçi P. F. K.          | Azerbaiyán | 2024-2025 |
| C. S. Marítimo           | Portugal   | 2025-     |